# International Safety Management Code
Der International Safety Management Code, vollständig International Management Code for the Safe Operation of Ships and for Pollution Prevention, oder abgekürzt ISM-Code wurde 1993 von der Internationalen Seeschifffahrts-Organisation (International Maritime Organization, IMO) verabschiedet und unterstützt den Aufbau einer Sicherheitskultur in der Seeschifffahrt. Seit dem 1. Juli 1998 ist er Pflicht für alle Schiffe in der internationalen Seefahrt. Er ist in der International Convention for the Safety of Life at Sea (SOLAS) Kapitel IX ausgeführt.

## Ziele
- Schutz der Menschen an Bord
- Schutz der Meeresumwelt

Der Code legt Maßnahmen zur Organisation eines sicheren Schiffsbetriebs fest und schreibt vor, dass jeder Schiffseigentümer, jede andere Person, sei es Manager oder Charterer, oder Unternehmen, das ein Schiff betreibt, für eben jenes ein sogenanntes „Safety Management System“ (SMS) zu verfassen hat.
Es liegt dann im Aufgabenbereich des Unternehmens, die in diesem Code festgelegten Vorgehensweisen und Ziele mit Hilfe einer geeigneten internen Strategie durchzusetzen und die Durchführung auch zu überprüfen. Regelmäßig geschieht dies durch die Einführung von Verfahrensanweisungen und Checklisten, die dann an Bord auszufüllen sind. Dazu wird in jeder Reederei eine „Designated Person Ashore“ (DPA) benannt, die direkten Zugang zum gehobenen Management haben sollte.
Alle vom ISM-Code geforderten Prozeduren werden dokumentiert und im Safety Management Manual, von dem sich auch an Bord eine Kopie befinden muss, zusammengetragen.
Die International Convention for the Safety of Life at Sea verlangt in ihrer Fassung seit 1995 (“SOLAS 95”), dass die Reedereien den ISM-Code einhalten. Die Kontrolle erfolgt durch Besichtiger der Hafenstaatkontrolle oder des Flaggenstaates und der Klassifikationsgesellschaften und bei Abweichungen kann ein Schiff bis zum Abstellen der Mängel am Auslaufen zur Weiterfahrt gehindert werden.  Die Instandhaltung in der Seeschifffahrt wird durch Vorschriften des ISM-Codes und auch der Klassifikationsgesellschaften geregelt. Der ISM-Code fordert im Element 10 von den Reedereien die Umsetzung eines Systems von Vorsorgemaßnahmen, die das Schiff in einem regel- und vorschriftengerechten Zustand erhalten.

## Der ISM-Code und die Hafenstaatkontrolle, Gesetzgebung und Versicherer in Deutschland
Für den Schutz der Beschäftigten in der deutschen Seeschifffahrt erfolgt die weitere Ausgestaltung des ISM-Code auch durch ergänzende nationale gesetzliche Regelungen zu den Arbeitsbedingungen (Betriebsverfassungsgesetz). Ein Seemann muss als eine Bedingung zur Bemannung eines Schiffes gemäß ISM-Code 6.2 z. B. die Anforderung „certificated and medically fit seafarers in accordance with national and international requirements“ erfüllen, was in Deutschland durch die Seediensttauglichkeitsverordnung (SeeDTauglV) i. V. m. dem Seemannsgesetz (SeemG) bzw. durch die nachfolgende MariMedV i. V. m. dem Seearbeitsgesetz (SeeArbG) geregelt wurde und als Nachweis der Seediensttauglichkeit durch ein gültiges Seediensttauglichkeitszeugnis dokumentiert wird.
Zur rechtssicheren Beschreibung festgestellter Mängel am Schiffszustand sowie bzgl. der Arbeits- und Lebensbedingungen an Bord wird von der international tätigen Hafenstaatkontrolle in Europa eine „List of Paris MoU deficiency codes“ verwendet – eine Art „technischer Diagnose-Code“, der in seiner jeweils gültigen Fassung veröffentlicht wird. Abhängig davon wie gefährlich die festgestellten Abweichungen vom ISM-Code sind, können die "Port State Control Officers" ("PSCO") entweder Auflagen mit Fristsetzungen erteilen oder die Weiterfahrt des betreffenden Schiffes ganz untersagen. Den Schwerpunkt der Tätigkeit eines „Port State Control Officers“ (PSCO) beschreibt Lloyd’s Register 1998 so, dass ein PSCO sich davon überzeugen möchte dass: “the crew and the overall condition of the ship, including the engine room and accomodation and including hygienic conditions, meets generally accepted international rules and standards” und führt in diesem Zusammenhang aus, dass der ISM-Code “… could be called the International ‘Show Me’ Code.” Die Europäische Union veröffentlichte 2009 eine "Richtlinie über die Hafenstaatkontrolle", um eine vereinheitlichte Vorgehensweise bei der Kontrolle der Wirksamkeit des ISM-Codes sicherzustellen.
Der Begriff „Seetüchtigkeit“ beinhaltet laut Fachkreisen die Einhaltung der Vorschriften des ISM-Codes sowie deren Überprüfung mittels der Hafenstaatkontrolle durch die Berufsgenossenschaft.

## Der ISM-Code und der Wartungszustand der Schiffe, Fatigue, Unfallverhütung und Notfallpläne
Im „Transportworkshop 2000“ wurde im Vortrag „Die Forderungen des International Safety Management – Code und Auswirkungen auf den Seetransport“ mit Kurzdarstellung des ISM-Code im Fazit ausdrücklich dokumentiert: „Ob wir wollen oder nicht, ab Mitte 2002 werden in der Seeschifffahrt alle Gerichts- und Seeamtverhandlungen vor dem Hintergrund des ISM-Code entschieden werden. Die schlechtere Beweislage für die Verfrachter bzw. Eigner oder Charterer sollte diese nicht beunruhigen oder gar zur Einführung von oberflächlichen Safety Management Systemen verleiten, denn ein korrekt geführtes Unternehmen wird sich durch  die Einführung des ISM-Code nicht verschlechtern und die Substandardunternehmen sollten mit voller Absicht dazu gezwungen werden sich zu bewegen oder aus dem Markt zu verschwinden.“ Insgesamt soll der ISM-Code durch seine konsequente Umsetzung durch mehr Transparenz in den Betriebsabläufen, durch das Sicherheitsmanagement, durch kontrollierte Wartung und Instandhaltung und durch die Kontrolle der Qualifikation von Besatzung und Schiffsführung zu mehr Sicherheit und Qualität für alle see- und landseitig beteiligten Seiten in der weltweiten Seeschifffahrt verhelfen
Der ISM Code gilt international als eines der weitreichendsten Instrumente, das die IMO bisher erarbeitet hat und wurde in der 2003 in deutscher Sprache veröffentlichten Hochschulschrift „Zur Ermittlung von Unfallursachen und begünstigenden Faktoren für Unfälle in der Seeschiffahrt“ ebenfalls beschrieben.
Traditionell wurden Unfallverhütungsvorschriften für Unternehmen der Seefahrt in Deutschland als „UVV See“ auch in der Deutschen Nationalbibliothek veröffentlicht.
Bei Unfällen mit Personenschaden ist die von dem gesetzlichen Unfallversicherungsträger BG Verkehr auch online herausgegebene DGUV Vorschrift 84 – Unfallverhütungsvorschrift Seeschifffahrt – ein wichtiges Dokument und es enthält in Anlage 1 „Schifffahrtsrechtliche Arbeitsschutzvorschriften“ neben einer Vielzahl von zu beachtenden nationalen und internationalen Rechtsquellen auch den sehr bedeutsamen ISM-Code, denn bei Seeleuten kann die tatsächliche Ursache für einen eventuellen Arbeitsunfall grundsätzlich auch in Rechtsverstößen „Dritter“ gegen den ISM-Code und damit im Zusammenhang stehender Vorschriften und oftmals im Bereich Seafarer Fatigue liegen.
Notfallpäne nach ISM-Code sind auch gemäß „Handbuch Schiffssicherheit“ -dort im Zusammenhang mit sogenanntem „Person-über-Bord-Unfall“ (siehe auch: Scharnow-Turn) dokumeniert- ein notwendiger Bestandteil zur Minimierung von Personenverlusten und Erhöhung der Überlebenschancen im Seenot-Fall.